# سیارک ۳۳۰۱
سیارک ۳۳۰۱ (به انگلیسی: 3301 Jansje، نامگذاری:1978CT) سه هزار و سیصد و یکمین سیارک کشف شده‌است که در ۶ فوریه ۱۹۷۸ کشف شد.
قدر مطلق سیارک برابر ۱۳٫۰۰ است.